# Ekologia leśna

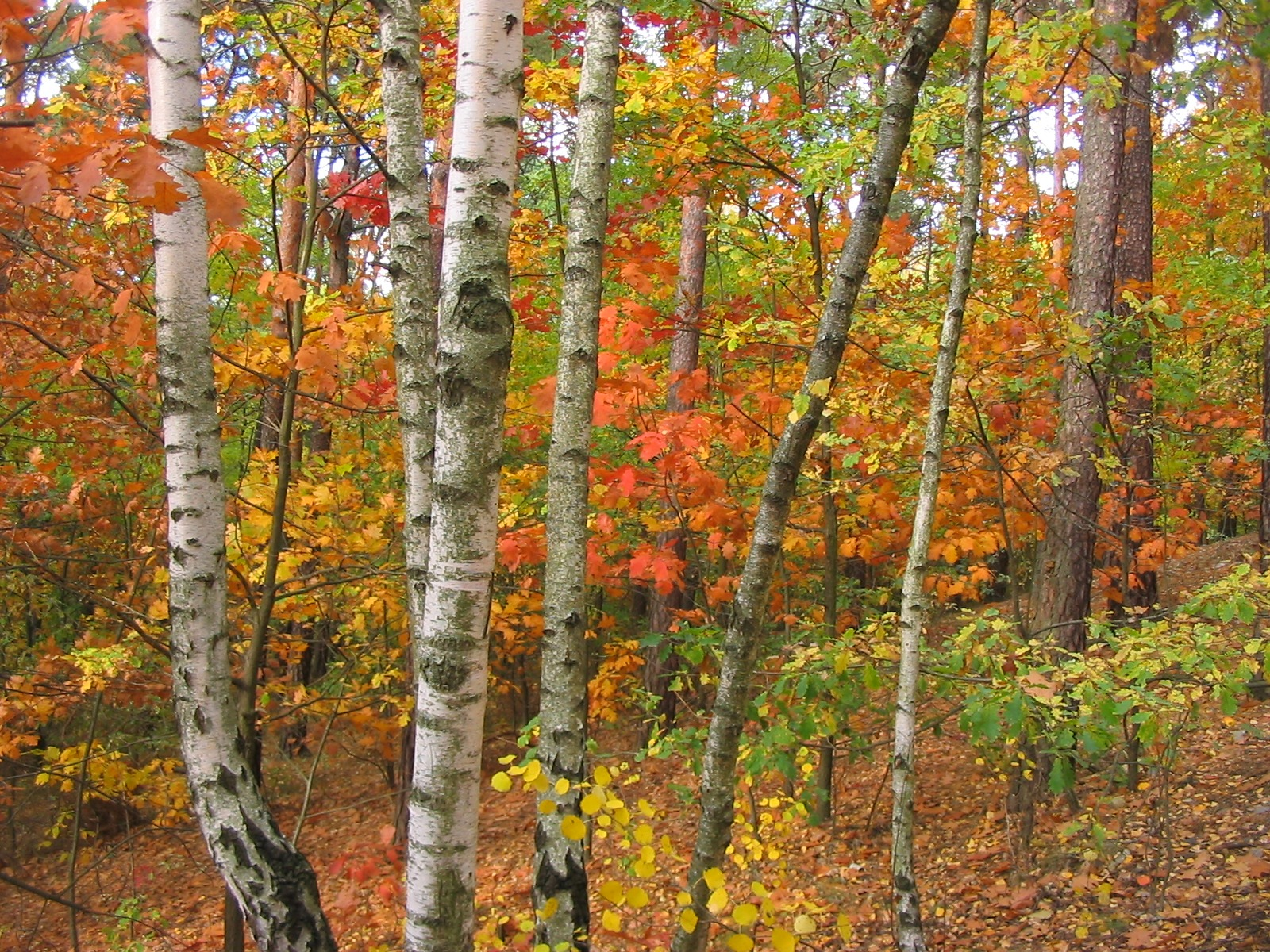
Las liściasty

Ekologia leśna - nauka zajmująca się właściwościami leśnych układów ekologicznych, które mają istotne znaczenie dla ustelenia i prawidłowego stosowania zasad leśno-hodowlanych. Dotyczy ona charakterystycznej struktury, wewnętrznej organizacji, zdolności samoregulacyjnych, wydajności produkcyjnej i dynamiki rozwojowej ekosystemów leśnych, a także zmienności związanej z warunkami środowiska przyrodniczego oraz zastosowaniem zabiegów gospodarczych.
Ekologia leśna pozwala interpretować las jako przyrodniczą całość w biosferze, pozwala lepiej zrozumieć prawidłowości, według których las powstaje, rozwija się, oddziałuje na środowisko przyrodnicze, zmienia się w czasie i przestrzeni, produkuje masę organiczną, odnawia się i reaguje w swój swoisty sposób na stosowane w nim zabiegi gospodarcze. 
Wiadomości z zakresu ekologii leśnej stwarzają dogodną podstawę do syntezy wiedzy z zakresu botaniki, meteorologii, klimatologii, gleboznawstwa oraz innych nauk leśnych. 
W ostatnich latach w rozwoju ekologii, w tym również ekologii leśnej nastąpił istotny postęp. Jej rozwój związany jest z rozbudową naukowych podstaw produkcji leśnej w szerokim aspekcie przyrodniczym, obejmującym takie zagadnienia jak: istota lasu, warunki jego istnienia, kształtowania się i budowy, współzależności między jego elementami składowymi, wzajemne stosunki pomiędzy lasem a jego otoczeniem, swoiste właściwości środowisk leśnych, zespołowe życie roślin i zwierząt, charakterystyczne właściwości drzewostanów i ich dynamiki rozwojowej w różnych warunkach przyrodniczych i gospodarczych, typologii lasów i siedlisk leśnych jak również geografii lasów z uwzględnieniem ich historycznych przemian wraz z zagadnieniem funkcji lasów w krajobrazie i funkcji gospodarczo-produkcyjnych. 
Głównym motorem postępu w rozwoju ekologii są zdobycze rewolucji naukowo-technicznej, będącej jedną z konsekwencji przemian cywilizacyjnych, które dokonały się szczególnie w wieku XIX i XX. 